# 엘라 마이
엘라 메이(Ella Mai, 1994년 11월 3일 ~ )는 잉글랜드의 싱어송라이터이다. 싱글 "Boo'd Up"이 대히트를 하면서 본격적으로 이름을 알리기 시작했다. 《더 엑스 팩터》 시즌 11에 참가한 이력이 있다. BBC 사운드 오브 2019 명단에 올랐다.

## 음반 목록

### 정규 앨범
- Ella Mai (2018)

### EP
- Time (2016)
- Change' (2016)
- Ready' (2017)